# Fortepiano

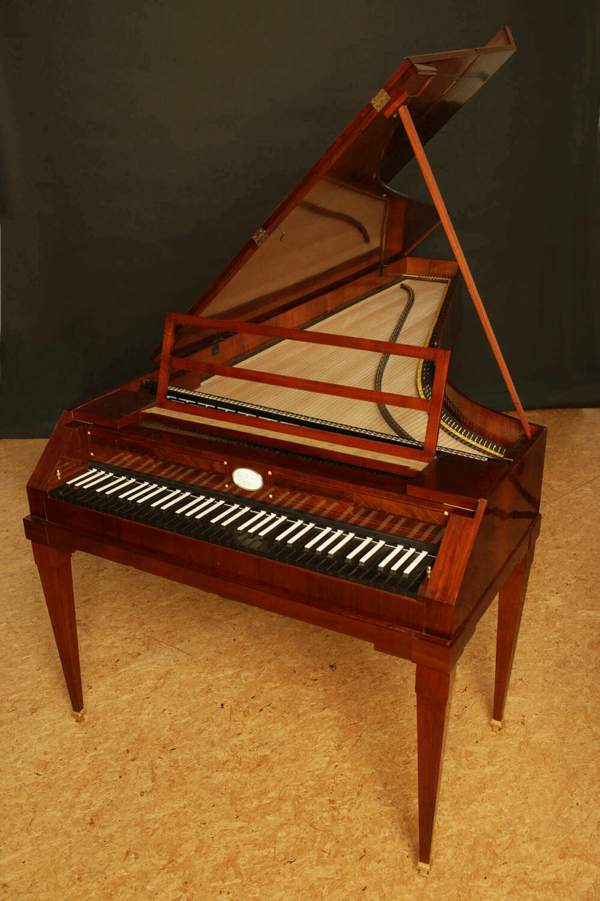
Fortepiano de Paul McNulty construit după Walter & Sohn, c. 1805

Fortepiano este un pian timpuriu; în principiu, cuvântul "fortepiano" poate specifica orice pian datând de la inventarea instrumentului de către Bartolomeo Cristofori, în jurul anului 1700 până la începutul secolului al XIX-lea. Cel mai comun, însă, este utilizat spre a referi instrumentele sfârșitului de secol XVIII spre începutul secolului XIX, instrumente pentru care Haydn, Mozart și tânărul, pe atunci, Beethoven au compus opere pianistice. Începând din timpul vieții lui Beethoven, pianul a cunoscut o perioadă de evoluție susținută, culminând, spre sfârșitul secolului XIX, cu apariția pianului modern de concert, așa numitul grand piano. Astfel că pianul timpuriu, fortepiano, a devenit învechit și a absentat de pe scena muzicală pentru zeci de ani. Dar în secolul al XX-lea fortepiano a fost înviat, ca urmare a creșterii interesului pentru o interpretare documentată istoric. Fortepiano este construit azi în atelierul specialistului pentru acest scop.

## Construcție
Fortepiano are ciocănele acoperite cu piele și corzi subțiri ca ale clavecinului. Are o construcție mai ușoară decât pianul modern și, exceptând exemple ulterioare ale începutului secolului al XIX-lea (deja evoluând spre pianul modern), nu are cadru metalic sau rigidizări. Acțiunea sau ciocănelele sunt mai ușoare, dând naștere la o atingere mai ușoară, care într-un fortepiano bine construit este de asemenea foarte sensibilă.
În momentul apariției sale un fortepiano avea patru octave și treptat acest număr a crescut.  Mozart (1756–1791) a compus muzica sa de pian pentru instrumente având cinci octave.  Opera pianistică a lui Beethoven (1770–1827) reflectă o creștere graduală a capacităților instrumentului; ultimele sale compoziții pianistice sunt pentru un instrument cuprinzând șase octave și jumătate.  (Cele mai moderne piane sunt construite pentru 7⅓ octave, ceea ce s-a obținut încă din secolul al XIX-lea. 19th.)
Fortepiano a avut de la început și de cele mai multe ori dispozitive similare pedalelor pianelor moderne, dar acestea nu au fost întotdeauna pedale; uneori au fost folosite în schimb opritoare manuale sau pârghii acționate cu genunchiul.

## Sunet
Precum pianul modern , fortepiano poate produce diferite volume sonore pentru fiecare notă, în funcție de mărimea vitezei cu care interpretul apasă clapa respectivă. Tonul unui fortepiano este însă diferit de acela al unui pian modern fiind mai moale și cu o susținere mai redusă. Accentele sforzando tind să fie reliefate, așa cum acestea sunt diferite pentru notele cu timbru și volum moale, și scad rapid.
Fortepiano de asemenea tinde să aibă chiar diferite calități de ton în registrele sale – un zumzet în registrul jos, mai exteriorizat în registrul mediu înalt, și mai rotund (foarte apropiat de pianul modern) în gama medie. Prin comparație cu acesta, pianele moderne sunt mai degrabă uniforme în sunet pe tot registrul sonor acoperit.

## Istorie

### Cristofori

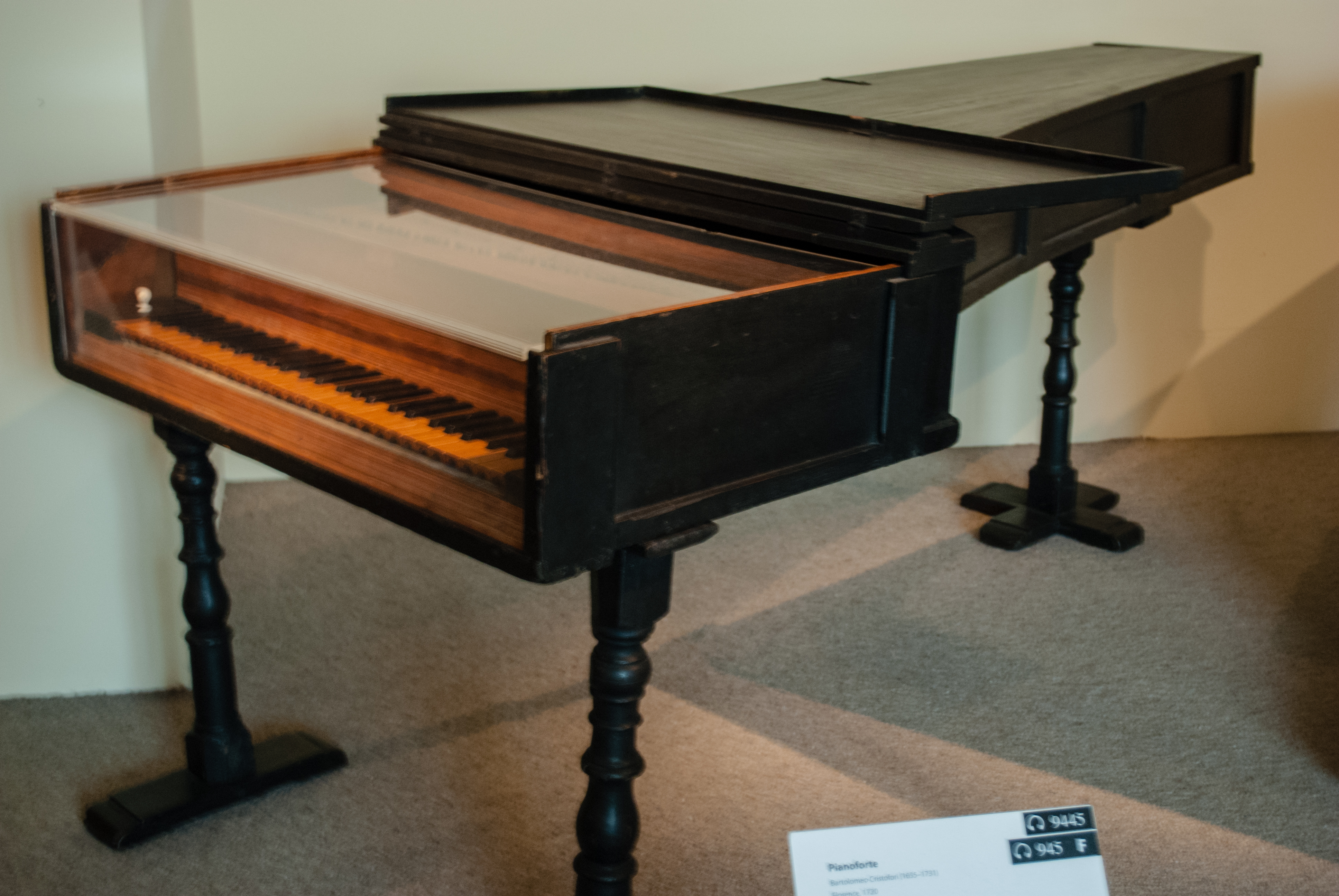
Un fortepiano construit de Cristofori în 1720 și expus la Muzeul Metropolitan de artă din New York. Este cel mai vechi pian funcțional.

Pianul a fost inventat de către Bartolomeo Cristofori, producător de clavecine în Florența la începutul secolului al XVIII-lea. Prima înregistrare vrednică de încredere a pianului apare în inventarul  familiei Medici, patronii săi, fiind datată 1700. Cristofori a continuat construcția de piane până în anii 1720, perioadă din care datează cele trei instrumente care au supraviețuit.
Cristofori este probabil cel mai mult admirat în zilele noastre pentru acțiunea ingenioasă a pianului său, care în multe privințe a fost mai subtilă și mai eficientă decât aceea a multor instrumente ulterioare. Cu toate acestea, alte inovații au fost de asemenea necesare pentru a face pianul de azi. Pur si simplu, utilizând acțiunea lui Cristofori la un clavecin ar fi produs un sunet foarte slab. Dar instrumentele lui Cristofori au utilizat corzi mai groase și mai tensionate, montate pe un cadru considerabil mai robust decât acela al clavecinelor contemporane. La fel ca practic toate pianele mai târzii, în instrumentele lui Cristofori ciocănelele atingeau simultan mai mult de o singură coardă per clapă; Cristofori a utilizat perechi de corzi pentru întreaga gamă de note.
Cristofori a fost primul care a inclus în construcția unui pian o variantă constructivă a pedalei una corda de azi (mecanismul utilizat pentru a determina ciocănelele să atingă mai puțin decât numărul maxim de corzi; varianta constructivă a lui Cristofori a fost un stop manual). Nu se cunoaște dacă pedala una corda modernă este descendentul direct al dispozitivului lui Cristofori sau a apărut în mod independent față de acesta.
Invenția lui Cristofori a atras curând atenția publică ca rezultat al unui articol de revistă scris de Scipione Maffei⁠(en)[traduceți] și publicat la 1711 în Giornale de'letterati d'Italia la Veneția. Articolul conținea o schemă a mecanismului, miezul invenției lui Cristofori. Acest articol a fost republicat în 1719 într-un volum ce conținea opera lui Maffei și mai târziu (1725) într-o traducere germană 'Critica Musica' a lui Johann Mattheson⁠(en)[traduceți]. Aceasta din urmă a constituit poate evenimentul declanșator în răspândirea noii invenții în țările vorbitoare de limbă germană (vezi mai jos).
La început, răspândirea instrumentului lui Cristofori a fost relativ mică, probabil pentru că, fiind de o concepție mai elaborată decât clavecinul, era foarte scump. Pentru un timp, pianul a constituit instrumentul capetelor încoronate, fie cu instrumente construite de însuși Cristofori, fie cu instrumente construite în stilul său și utilizate pentru interpretare la curțile Portugaliei și Spaniei. Mai multe exemplare aparțineau reginei Maria Barbara a Spaniei, eleva compozitorului Domenico Scarlatti. Una dintre primele persoane fizice care au deținut un pian a fost castratul⁠(en)[traduceți] Farinelli⁠(en)[traduceți], care l-a moștenit de la Maria Barbara.
Prima compoziție scrisă în mod special pentru pian datează din această perioadă: Sonate da cimbalo di piano e forte (1732) autor Lodovico Giustini⁠(en)[traduceți]. Publicarea acestei opere a fost un fenomen cu totul izolat; James Parakilas presupune că publicarea a fost menită ca o onoare adresată compozitorului de către protectorii săi regali. Desigur că n-a existat piață pentru muzica scrisă pentru fortepiano câtă vreme acesta a continuat să existe doar ca un specimen exotic.
Se pare că fortepiano nu s-a bucurat de o popularitate deplină până în anii 1760, moment din care datează prima menționare a unei interpretări publice, respectiv din care muzica compusă pentru fortepiano a început pentru prima oară să fie publicată pe scară largă.

### „Fortepian”-ele lui Silbermann
Cel care a adus construcția „fortepian”-elor țărilor vorbitoare de limbă germană a fost Gottfried Silbermann⁠(en)[traduceți]. Silbermann, care lucra în Freiberg, Germania, a început să producă piane utilizând conceptul lui Cristofori pe la 1730. (Experiența sa anterioară a obținut-o construind orgi cu tuburi pentru biserică, clavecine și clavicorduri. Ca și Cristofori, Silbermann a avut suport regal, în cazul său din partea lui Frederic cel Mare al Prusiei, care a și cumpărat multe din instrumentele sale.
Instrumentele lui Silbermann au fost criticate de Johann Sebastian Bach pe la 1736, dar pianele construite ulterior întâlnite de Bach la Berlin în decursul vizitei sale din 1747 se pare că au obținut aprobarea sa. Este de presupus că îmbunătățirile instrumentelor lui Silbermann au rezultat mai degrabă datorită faptului că acesta ar fi văzut un pian Cristofori, decât că ar fi citit articol lui Scipione Maffei.
Silbermann este cel despre care se crede că a inventat dispozitivul predecesor pedalei sustain, cea care ridică simultan toți amortizorii permițând coardelor să vibreze liber. Dispozitivul lui Silbermann a fost un stop manual, putând astfel să fie schimbat doar în decursul unei pauze a muzicii.

### Școala vieneză de constructori
Constructorii de fortepiano care l-au urmat pe Silbermann au introdus mecanisme mai simple decât cele ale lui Cristofori, mergând până acolo încât să nu mai cuprindă clichet⁠(en)[traduceți] (dispozitivul care permite ciocănelului să revină la pozția inactivă chiar dacă clapa a fost eliberată). Aceste dispozitive au fost subiecte ale criticii (o scrisoare deseori citată a lui Mozart către tatăl său, dar erau simplu de făcut și incluse pe scară largă în pianele dreptunghiulare⁠(en)[traduceți].

## Nota bene
Termenii fortepiano și pianoforte, în limba română sunt identici: sinonimul timpuriu al pianului. Pentru limba engleză ei semnifică termeni diferiți, iar această pagină nu se vrea altceva decât o traducere, în nici un caz o modificare a DEX-ului.